# Stokely Hathaway
Stokely Hathaway (Harlem, 12 novembre 1990) è un wrestler statunitense.

## Carriera

### Ring of Honor (2014-2015)
Il 18 aprile 2014, Hathaway ha fatto il suo debutto in Ring of Honor ed insieme a Moose ha affrontato i The Brutal Burgers, venendo sconfitti. Più avanti divenne membro della stable heel The Embassy. guidata da Prince Nana. In tale stable Hathaway ha ricoperto il ruolo di manager con il ring-name di Ramon. Il 28 marzo 2015, Hathaway ha fatto la sua ultima apparizione in ROH.

### Circuito indipendente (2016-2019)
Dopo aver lasciato la Ring of Honor, Hathaway ha iniziato a lavorare nel circuito indipendente. Nelle Indie ha gestito un gruppo chiamato "The Dream Team", che consisteva in MJF, Faye Jackson, la First Lady of The Dream Team e Thomas Sharp.

### EVOLVE (2016-2018)
Il 2 aprile 2016, a Evolve59, Hathaway ha debuttato in Evolve come manager di TJP, dove il suo assistito è stato sconfitto da Tommy End.
Hathaway ha avuto il suo primo match in Evolve all'evento EVOLVE 10, dove assieme a Chris Dickinson e Dominic Garrini ha affrontato The Skulk venendo, tuttavia, sconfitti. A EVOLVE111, Hathaway e Chris Dickinson hanno affrontato Tracy Williams venendo sconfitti. Poiché il match era un "I quit" match, la carriera di Hathaway in Evolve si è conclusa.
Sebbene Hathaway abbia dovuto lasciare EVOLVE dopo EVOLVE 111, ha fatto un'apparizione a sorpresa nella puntata dell'8 settembre 2018, dove ha affrontato Chris Dickinson venendo sconfitto, in quella che è stata la sua ultima apparizione in EVOLVE.

### Major League Wrestling (2017-2018)
Nel 2017, Stoklely Gathaway ha iniziato a lavorare per Major League Wrestling come manager del Black Friday Management. A causa di un accordo con Evolve, Stokley Hathaway assieme ad altri atleti hanno lasciato la MLW una volta iniziate le registrazioni televisive. Per tale motivo la MLW ha inscenato il rapimento di Hathaway da parte di rapinatori casuali.

### WWE (2019-2022)
L'11 marzo 2019, ha annunciato la firma di Hathaway, rivelando che l'atleta si stesse già allenando al Performance Center. Il 22 marzo ha debuttato in un house show come manager di Babatunde, con il ring name Court Moore.
Nella puntata di NXT del 25 marzo, ha debuttato nel roster giallo con il ring name Malcom Bivens come manager di Saurav Gurjar e Rinku Singh, guidando il loro attacco ai danni a Matt Riddle, al termine del suo match contro Roderick Strong.

## Titoli e riconoscimenti
- Alpha-1 Wrestling
  - A1 Outer Limits Championship (1)